# Distretto di Pakpattan
Il distretto di Pakpattan (in urdu: ضلع پاکپتن) è un distretto del Punjab, in Pakistan, che ha come capoluogo Pakpattan. Nel 1998 possedeva una popolazione di 1.286.680 abitanti.